# Ranchería de Torres
Ranchería de Torres är en ort i Mexiko.   Den ligger i kommunen Huamantla och delstaten Tlaxcala, i den sydöstra delen av landet, 130 km öster om huvudstaden Mexico City. Ranchería de Torres ligger 2 687 meter över havet och antalet invånare är 316.
Terrängen runt Ranchería de Torres är platt åt sydväst, men åt nordost är den kuperad. Runt Ranchería de Torres är det ganska tätbefolkat, med 248 invånare per kvadratkilometer. Närmaste större samhälle är Huamantla, 12,8 km söder om Ranchería de Torres. Trakten runt Ranchería de Torres består till största delen av jordbruksmark.